# Застава Сејшела
Застава Сејшела је усвојена 18. јуна, 1996. Накривљене траке симболишу нову динамичну државу која иде у будућност. Плава боја представља небо и море које окружује Сејшеле. Жута стоји за сунце које даје светлост и живот, црвена симболише народ и његову одлучност да ради за будућност у јединству и љубави, док бела трака представља социјалну правду и хармонију. Зелена представља земљу и природно окружење.
Првобитна застава је усвојена при проглашавању независности, 29. јуна, 1976. 1977, када је председника Џејмса Манчама збацио Франс-Алберт Рене, стара застава је укинута, и црвено-бело-зелена застава Народне уједињене странке Сејшела је ушла у употребу.